# Pseudothuria
Pseudothuria is een geslacht van zeekomkommers uit de familie Synallactidae.

## Soorten
- Pseudothuria duplex Koehler & Vaney, 1905